# 则普乡
则普乡（羅馬化：Nzipu Xie）是中华人民共和国四川省凉山彝族自治州昭觉县下辖的一个乡镇级行政单位。2021年1月12日，撤销永乐乡，将原永乐乡和原比尔乡各莫瓦西村所属行政区域划归则普乡管辖。

## 行政区划
则普乡下辖以下地区：
觉呷村、四火洛村、库莫村、合沙莫村、阿尔巴姑村、觉你村、哈觉村和哈洛五村。